# پپ باستانی
پپ باستانی که بلندتپه نیز نامیده می‌شود، یک محوطه باستانی در کناره رود سیردریا در ولایت نمنگان کشور ازبکستان است.
این محوطه باستانی شامل ارگ، شهر اصلی و رباط (یا حومه) است.
این محل در ۱۸ ژانویه ۲۰۰۸ در فهرست آزمایشی میراث جهانی یونسکو و در دسته فرهنگی ثبت شد.